# Charles Krause
Charles Krause – amerykański gimnastyk, dwukrotny medalista olimpijski.
W 1904 reprezentował barwy Stanów Zjednoczonych na rozegranych w Saint Louis letnich igrzyskach olimpijskich, podczas których zdobył dwa medale: srebrny (we wspinaczce po linie) oraz brązowy (w wieloboju drużynowym). Startował również w trójboju gimnastycznym (45. miejsce), wieloboju gimnastyczno-lekkoatletycznym (48. miejsce) oraz trójboju lekkoatletycznym (64. miejsce).